# Comuna Cerovlje, Istria
Cerovlje este o comună în cantonul Istria, Croația, având o populație de 1.677 de locuitori (2011).

## Demografie
Componența etnică a comunei Cerovlje
     Croați (80,74%)
     Necunoscut (1,25%)
     Neclasificat (17,77%)
Componența confesională a comunei Cerovlje
     Catolici (95,65%)
     Necunoscută (2,74%)
     Alte religii (1,61%)
Conform recensământului din 2011, comuna Cerovlje avea 1.677 de locuitori. Din punct de vedere etnic, majoritatea locuitorilor (80,74%) erau croați, cu o minoritate de afiliați religios (16,76%). Apartenența etnică nu este cunoscută în cazul a 1,25% din locuitori. Din punct de vedere confesional, majoritatea locuitorilor (95,65%) erau catolici. Pentru 2,74% din locuitori nu este cunoscută apartenența confesională.